# La Meute (groupe)
Pour les articles homonymes, voir La Meute.
La Meute est un groupe de pression d'extrême droite,,,, identitaire et nationaliste opposé à l'immigration illégale et à l'islam,,. L'organisation a été fondée en septembre 2015 au Québec par deux militaires retraités des Forces armées canadiennes, Éric Venne et Patrick Beaudry. Depuis, Éric Venne a démissionné de son poste en janvier 2017 et Patrick Beaudry a été évincé de l'organisation,.
La Meute est créée pour s'opposer à ce qu'ils considèrent comme l'augmentation de la présence de l'islam radical au Canada et au Québec et en réaction à la migration de demandeurs d'asile irréguliers, phénomène qu'ils jugent comme de l'immigration illégale, malgré l'absence du concept dans le droit canadien. En 2018, le groupe a souhaité empêcher le Parti libéral du Québec de gagner les élections générales québécoises,. La Meute n'a pas l'intention de devenir un parti politique, elle désire simplement « devenir assez grande et organisée pour constituer une force qui ne peut être ignorée ».
La plupart des observateurs politiques situent La Meute à l'extrême-droite,,,,. 
L'organisation revendique plus de 41 000 membres sur son groupe Facebook privé en avril 2018, bien que des estimations tablent plutôt sur 4 000 à 5 000,.

## Positionnement politique
Des policiers, des experts,, ainsi que la majorité des journalistes,,, situent La Meute à l'extrême droite. Elle est notamment qualifiée de xénophobe,, d'islamophobe,, de suprématiste, d'ultranationaliste, ou encore de populiste.
La Meute se situe, selon Maxime Fiset, « sur la limite du spectre qu'est l'extrême droite ». Elle correspond, selon David Morin, à une frange populiste et nationaliste identitaire de l'extrême droite, hésitant entre l'appellation de « extrême droite identitaire » ou de « populisme de droite », et faisant remarquer l'existence de « vases communicants » avec des groupes plus radicaux, tels qu'Atalante ou parfois Storm Alliance.
Le groupe est souvent distingué des groupes ouvertement racistes, suprématistes, néonazis ou néofascistes par des observateurs,, experts,,,, et journalistes,,. La police québécoise ne considère pas La Meute comme une menace. Certains parlent d'un discours qui « flirte avec ceux de l'extrême droite », ou affirment que l'appellation d'extrême droite pourrait être inappropriée. D'autres se disent incapables de situer précisément La Meute, évoquent un « soi-disant groupe d'extrême droite », ou affirment qu'on l'appelle « un peu bêtement » d'extrême droite, déclarant qu'« il est difficile de trouver matière à condamnation » envers ce groupe. Enfin, certains journalistes opposent l'image publique de La Meute à son groupe Facebook privé.
En revanche, au contraire de l'avis des experts, la Meute refuse d'être positionnée à l'extrême droite,. Le groupe est connu pour évincer ses membres qui tiennent des discours trop ouvertement racistes. Selon ses responsables, des commentaires ouvertement racistes ou qui pourraient inciter à la violence sont régulièrement censurés de la page principale de La Meute,. Certains journalistes remettent néanmoins en question cette déclaration, contredite « par le simple fait de taper le mot "porc" dans le champ de recherche ». Ils pointent du doigt « de nombreuses références au prophète Mahomet en tant que pédophile ou violeur » affichées par ladite page. 
Le porte-parole du groupe, Sylvain Brouillette, dit en 2017 qu'il situe La Meute au centre gauche. Lors des élections québécoises de 2018, il affirme que La Meute s'inspire directement du programme électoral 2014 de la Coalition avenir Québec (parti de centre droite,), une identification dont le chef de ce parti, François Legault, cherche à se distancier.

## Histoire
Le 4 mars 2017, le groupe organise une première démonstration publique. Quatre manifestations se tiennent simultanément dans les villes de Québec, Montréal, Drummondville et Chicoutimi. Le 20 août de la même année, il organise une manifestation contre l'immigration illégale dans la ville de Québec. Une contre-manifestation est également organisée par des groupes antifascistes. Début septembre, Patrick Beaudry est évincé à la suite d'un putsch fomenté par Sylvain Brouillette et ses soutiens.
Le 3 octobre 2017, Éric Venne, cofondateur de La Meute, se lance en politique et forme le Parti Action qu'il abandonnera comme il l'a fait avec La Meute.
En novembre 2017, la Meute refuse une invitation de participer à l'émission Tout le monde en parle à laquelle aurait également participé le militant anarchiste Jaggi Singh. Le mois suivant, trois membres du groupe, dont le chef du clan régional du Saguenay, Éric Proulx, interviennent dans une assemblée publique du Bloc québécois.
Le 18 février 2018, La Meute et Storm Alliance manifestent à Ottawa en appui à la communauté chinoise. Puis, en mars 2018, une trentaine de militants du groupe perturbent une conférence sur l’extrême-droite au Cégep Édouard-Montpetit.
Le 16 avril 2018, La Meute présente son manifeste, comprenant 17 propositions qui concernent principalement les enjeux identitaires et la laïcité,.
En juin 2018, le président de l'association de la circonscription de Rivière-du-Nord, un membre de La Meute, est expulsé du Parti conservateur du Canada. Le 1er juillet 2018, La Meute et Storm Alliance manifestent à Montréal contre l'immigration illégale. Une contre-manifestation est également organisée par des groupes antifascistes. Le 25 août 2018, la Meute organise des actions de visibilité dans plusieurs régions, notamment à Rouyn-Noranda, à Québec  et devant les bureaux de Philippe Couillard à Saint-Félicien . En septembre 2018, La Meute essaye de manifester dans les territoires d'Oka (une réserve indienne) au Québec, sans aucune réussite. Ils sont facilement mis dehors par les autochtones habitants des lieux.

## Structure
La Meute est dirigée par un conseil exécutif et dispose de plusieurs clans régionaux notamment sur la Côte-Nord, au Bas-Saint-Laurent, dans les Laurentides,, en Gaspésie, en Mauricie et au Centre-du-Québec. Ces clans ont leurs propres chefs et leurs propres groupes Facebook locaux. 
En plus des groupes régionaux, l'organisation dispose de plusieurs cellules, spécialisées notamment en logistique, en médecine, en contre-espionnage et en sécurité. Cette dernière cellule est dirigée par un ex-policier de Québec.

## Membres ou soutiens
Le 3 septembre 2016, un article est publié dans le journal La tribune  portant sur une ex-membre de la Meute qui dénonce ouvertement l'autoritarisme régnant au sein du groupe. Elle explique aussi que le groupe a du mal à s'entendre sur les moyens utilisés pour contrer la montée de l'islamisme radical. Selon elle, aucune divergence d'opinion n'est tolérée dans ce groupe qui s'apparente à une secte menée par un « gourou narcissique ». Elle dénonce aussi le caractère violent et sexiste de plusieurs des membres du groupe.
Le 16 février 2017, Claude Patry s'affiche ouvertement comme membre du groupe La Meute dont il devient « chef de clan » au Saguenay–Lac-Saint-Jean.
En juillet 2017, la chanteuse Marie-Chantal Toupin apporte son soutien à La Meute en publiant une vidéo d'un blogueur militant pour le groupe,.
Bernard Gauthier fut membre du groupe Facebook de La Meute durant un temps avant de le quitter en critiquant leur manque de sérieux,.
Le 25 août 2017, David La Haye accuse « tous les principaux médias de masse » d'être « excessivement discriminatoires » envers La Meute.

### Articles de presse
- La Meute, le « plus grand groupe d’extrême droite au Québec »
- Une ex-membre de «La Meute» dénonce l'autoritarisme du groupe
- Les illusions et désillusions de La Meute, le « plus grand groupe d’extrême droite au Québec »
- Le jour où j'ai été d'extrême-droite
- Extrême droite, populisme, néonazisme... petit guide pour éviter les amalgames
- «La Meute» vue de l’intérieur
- D’ex-dirigeants de La Meute révèlent sa structure sectaire et répressive
- Une ex-membre de «La Meute» dénonce l'autoritarisme du groupe